# Maria Josep Colomer i Luque
Maria Josep Colomer i Luque (Barcelona, 31 de març de 1913 - Surrey, Anglaterra, 25 de maig de 2004), més coneguda com a Mari Pepa Colomer, va ser la primera aviadora catalana de la història i la tercera d'Espanya. La segona pilot catalana va ser Dolors Vives i Rodón, Lolita per als amics, que era una professora de piano nascuda a Valls el 1908.

## Biografia

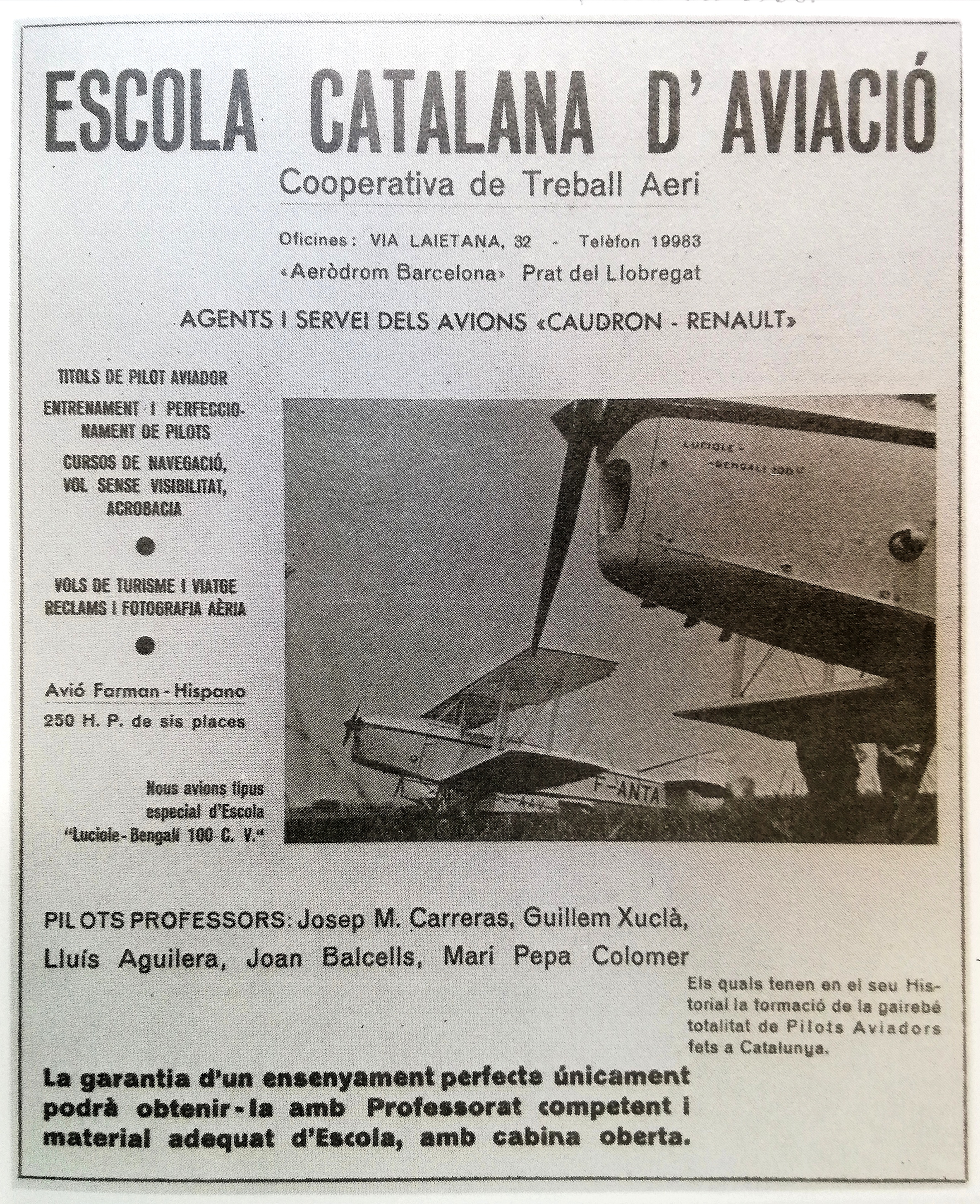
Anunci de les classes d'aviació que impartia Maria Josep Colomer, juntament amb altres professors. Dins la revista Aviació, any 1936

Maria Josep Colomer era filla de Josep Colomer i Girbau, de Sabadell, un fabricant de teixits obert i lliberal, amic personal de Picasso, a qui admirava, i de Maria Encarnació Luque, mestra d'escola. Va ser precisament el seu pare el que es va encarregar que la seva filla estudiés a l'Institut de Cultura i Biblioteca Popular de la Dona, el qual també va ser el seu aliat quan la Mari Pepa va decidir dedicar-se al món de l'aviació.
Va obtenir la llicència de pilot el 19 de gener de 1931, amb 18 anys, fet que li va suposar aparèixer en la primera plana del diari La Vanguardia del 22 de gener de 1931. Per arribar a fer història i esdevenir la primera aviadora, junt amb el seu pare, va haver de convèncer el rector Josep Canudas, que en aquells moments era el màxim responsable de l'aeròdrom Canudas, de la seva determinació i implacable desig de volar. Després de demostrar amb escreix que volar no era un mer caprici ni una excentricitat, Pepa Colomer fou acceptada, com la primera alumna, en els cursos de l'escola realitzant el curs d'amagat de la seva mare. Pocs mesos després obtingué el títol i això va suposar només l'inici de la seva breu però intensa carrera com a aviadora.
Un cop aconseguit el títol bàsic, la Mari Pepa es va apuntar a un curs de pilot comercial de 50 hores de vol, començant a realitzar algunes feines que anaven des de llençar propaganda per les platges des de l'avioneta, fins a portar mercaderies d'un lloc a l'altre. Paral·lelament per aconseguir experiència professional i demostrar que estava al mateix nivell que la resta de pilots, tots homes, participà en diversos concursos de pilots amateurs, entre els quals, el 30 d'agost de 1931, el II Concurs d'Aviació de Cardedeu, en aquella època molt reconegut en el món de l'aviació civil. Fins i tot va arribar a pilotar i fer aterrar un zepelí a l'aeròdrom d'Aeronaval, l'any 1932.
Amb l'esclat de la Guerra Civil espanyola, va formar part de l'Escola de Pilots de la Generalitat de Catalunya, amb el rang d'auxiliar de primera categoria del Servei Aeronàutic on treballava formant nous pilots per a les Forces Aèries de la República Espanyola. El primer vol militar el va fer el 2 d'agost de 1936, amb la missió de llançar fullets antifeixistes sobre Barcelona. El 4 d'octubre de 1936 va quedar oficialment mobilitzada com a pilot però sense graduació militar, tal com consta al Butlletí Oficial de la Generalitat. També va dur a terme patrulles de vigilància costanera a la recerca de vaixells i avions enemics, i vols en missions d'enllaç i pagadoria a la rereguarda. Bàsicament s'encarregava de portar ferits del front d'Aragó cap a Barcelona i de transportar gent amenaçada de mort a l'altra banda dels Pirineus, arribant a fer fins a tres viatges diaris en alguns moments del conflicte.
En acabar la guerra, s'exilià amb el seu professor d'aviació i futur marit, el pilot Josep Maria Carreras i Dexeus, primer a Tolosa de Llenguadoc i finalment a Anglaterra. No va tornar a pilotar mai més un avió i quan se li preguntava per què, la seva resposta sempre va ser que a Anglaterra no hi havia feina per a ella com a pilot.
El mes de març de l'any 2003, la Secretaria General de l'Esport de la Generalitat de Catalunya li va retre un homenatge a la seva trajectòria esportiva en el món de l'aviació. Al morir, seguint els seus desitjos, les seves cendres foren portades al cementiri de Reus, on vivien alguns familiars i amics amb qui havia mantingut el contacte durant tots els anys que va viure a l'estranger.